# Tino Bonk
Tino Bonk (Dresda, 1º marzo 1967) è un bobbista tedesco.
Sino al 1990 gareggiava per la Repubblica Democratica Tedesca

## Biografia
Prima di dedicarsi al bob, Bonk ha praticato l'atletica leggera nel lancio del disco e nel getto del peso. Iniziò a gareggiare nel bob verso la fine degli anni 80 come frenatore per la nazionale tedesca orientale.
Prese parte alle Olimpiadi di Albertville 1992, terminando al sesto posto nella gara di bob a quattro.
Viene ricordato come vincitore di una medaglia d'argento ai campionati mondiali, ottenuta nel bob a quattro a Sankt Moritz 1990 insieme ai connazionali Harald Czudaj (pilota), Alexander Szelig e Axel Jang; vinse invece il bronzo ad Altenberg 1991. Conquistò inoltre il titolo europeo a Schönau am Königssee 1992 e la medaglia d'argento a Winterberg 1989, sempre nel bob a quattro e con Czudaj alla guida degli equipaggi.

Ha altresì vinto tre titoli nazionali, di cui uno tedesco orientale e due tedeschi.

## Palmarès

### Mondiali
- 2 medaglie:
  - 1 argento (bob a quattro a Sankt Moritz 1990);
  - 1 bronzo (bob a quattro ad Altenberg 1991).

### Europei
- 2 medaglie:
  - 1 oro (bob a quattro a Schönau am Königssee 1992);
  - 1 argento (bob a quattro a Winterberg 1989).

### Campionati tedeschi orientali
- 1 medaglia[1]:
  - 1 oro (bob a quattro ad Altenberg 1989).

### Campionati tedeschi
- 2 medaglie[1]:
  - 2 ori (bob a quattro nel 1991; bob a quattro nel 1992).